# Pilatus PC-7
Pilatus PC-7 Turbo Trainer là một loại máy bay huấn luyện hai chỗ, do Pilatus Aircraft chế tạo.

## Biến thể
- PC-7
- PC-7 Mk II
- NCPC-7

## Quốc gia sử dụng

### Quân sự
Angola
- Không quân Quốc gia Angola: 25

 Áo
- Không quân Áo: 16

 Bolivia
- Không quân Bolivia: 24

 Botswana

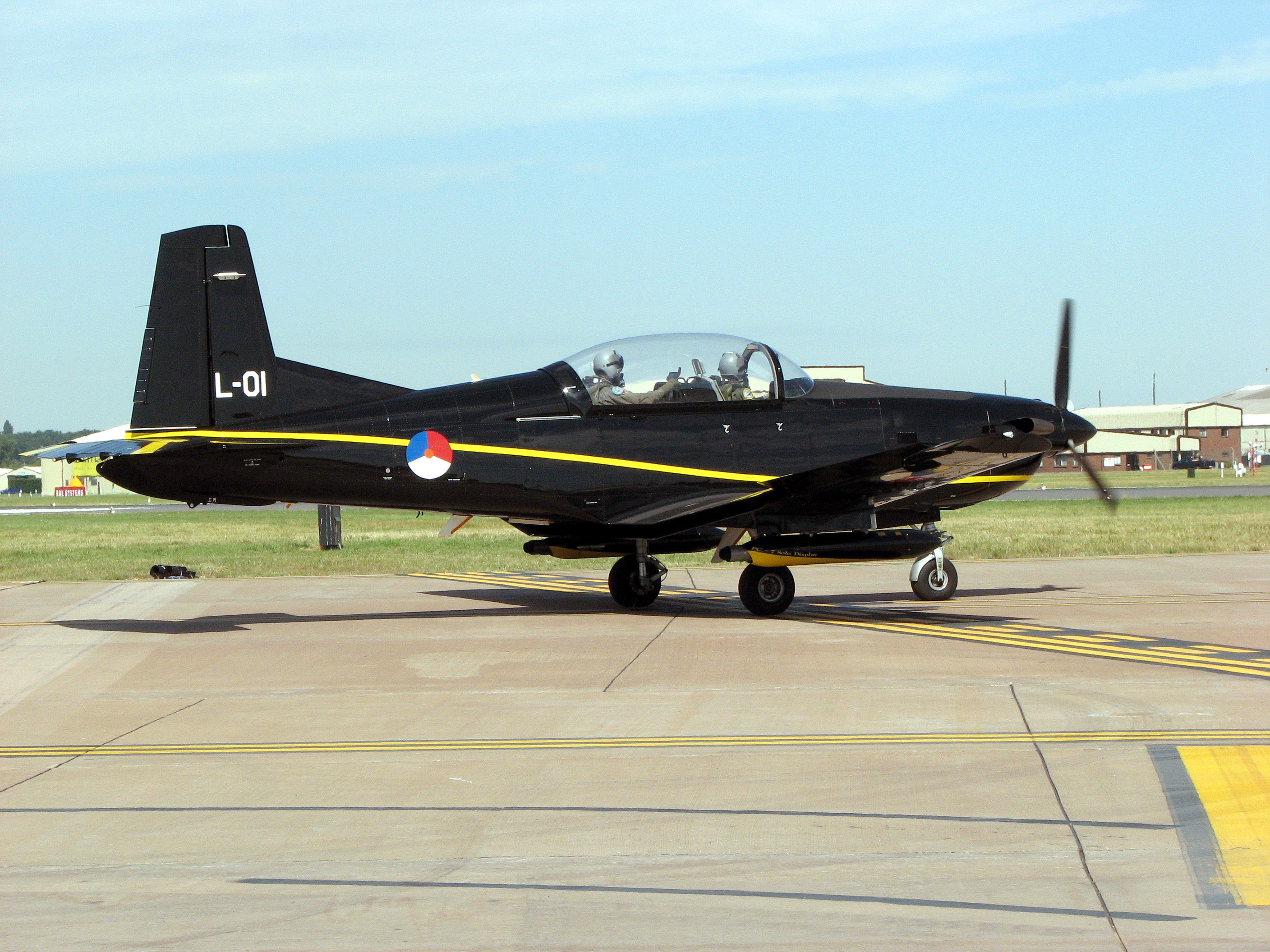
Pilatus PC-7 thuộc Không quân Hoàng gia Hà Lan

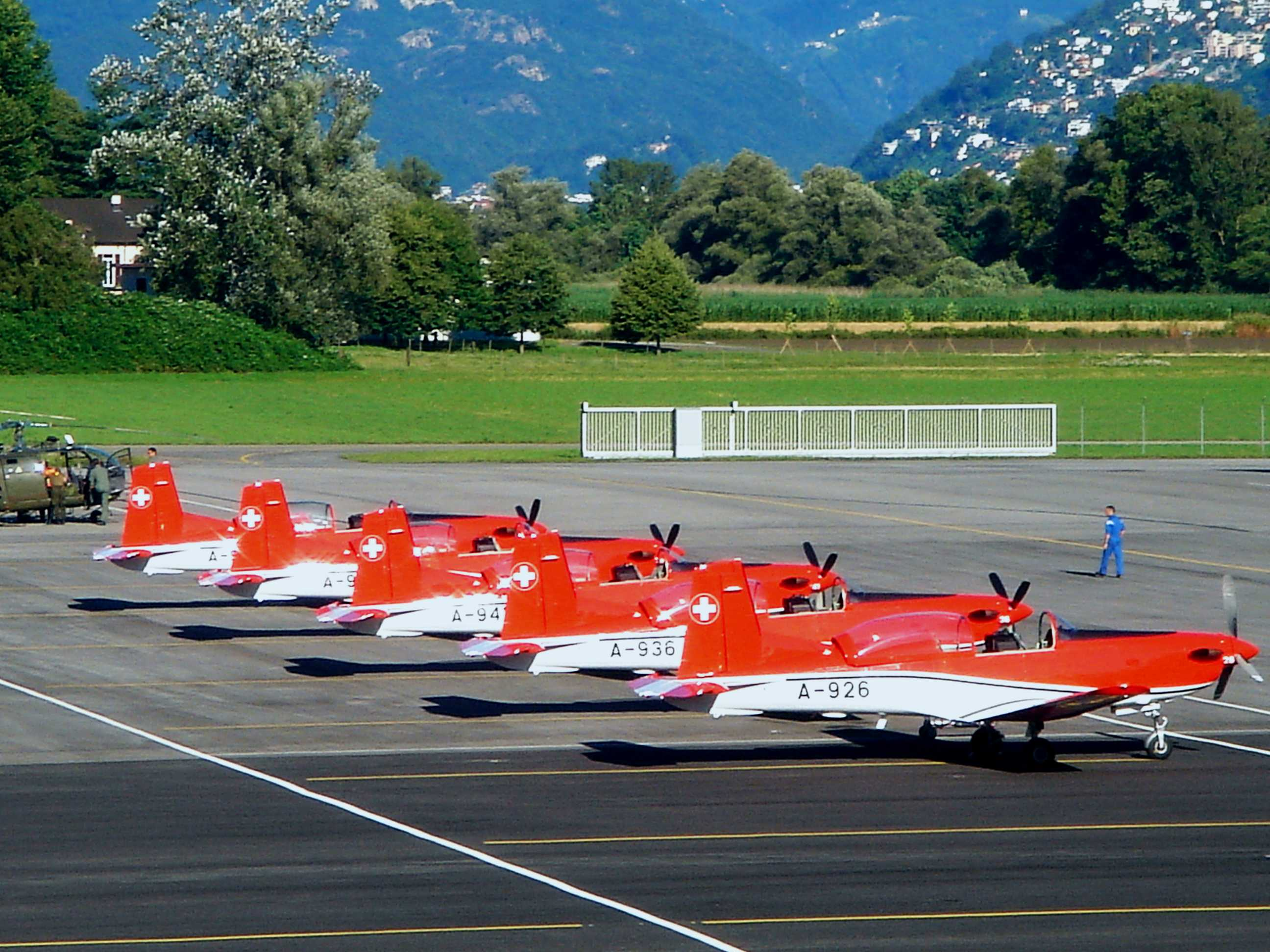
Pilatus NCPC-7 thuộc Không quân Thụy Sĩ

- Không đoàn Lục lượng quốc phòng Botswana: 7

 Brunei
- Không quân Hoàng gia Brunei: 4 (PC-7 Mk 2)

 Tchad
- Không quân Chad: 2

 Chile
- Hải quân Chile: 10

 Guatemala
- Không quân Guatemala: 12

 Ấn Độ
- Không quân Ấn Độ:

 Iran
- Không quân Iran: 35

 Malaysia
- Không quân Hoàng gia Malaysia: 46

 México
- Không quân Mexico: 88

 Myanmar
- Không quân Myanmar: 17

 Hà Lan
- Không quân Hoàng gia Hà Lan: 13

 Nam Phi
- Không quân Nam Phi: 60 (PC-7 Mk 2)

 Suriname
- Quân đội Suriname: 3

 Thụy Sĩ
- Không quân Thụy Sĩ: 40

 UAE
- Không quân UAE: 7

 Uruguay
- Không quân Uruguay: 6

### Từng sử dụng cho quân sự
Bophuthatswana
- Không quân Bophuthatswana: 2

 Pháp
- Không quân Pháp: 5

 Iraq
- Không quân Iraq: 52

 Nigeria
- Không quân Nigeria: 2

### Dân sự
Switzerland
- Swissair

## Tính năng kỹ chiến thuật (PC-7 Turbo Trainer)

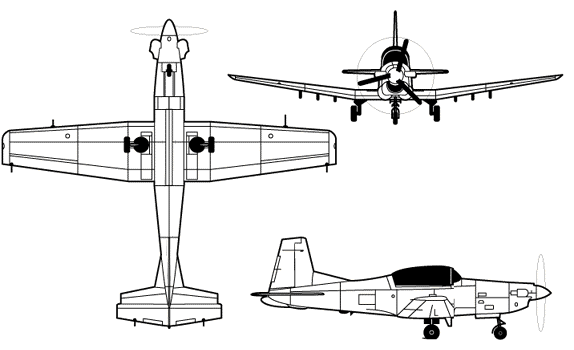
Pilatus PC-7

Dữ liệu lấy từ 
Đặc điểm tổng quát
- Kíp lái: 2
- Chiều dài: 9,78 m (32 ft 1 in)
- Sải cánh: 10,40 m (34 ft 1 in)
- Chiều cao: 3,21 m (10 ft 6 in)
- Diện tích cánh: 16,60 m² (179 ft²)
- Trọng lượng rỗng: 1.330 kg (2.932 lb)
- Trọng lượng cất cánh tối đa: 2.700 kg (5.952 lb)
- Động cơ: 1 × Pratt & Whitney Canada PT6A-25A kiểu turboprop, 410 kW (550 shp) [2]

 Hiệu suất bay 
- Tốc độ không vượt quá: 500 km/h (270 knot, 310 mph)
- Vận tốc cực đại: 412 km/h (222 knot, 256 mph) (tốc độ hành trình cực đại ở độ cao 6.100 m (20.000 ft))
- Vận tốc tắt ngưỡng: 119 km/h (64 knot, 74 mph)
- Tầm bay: 2.630 km (1.420 hải lý, 1.634 mi) (công suất hành trình ở độ cao 5.000 m (16.400 ft) - 20 phút dự trữ)
- Trần bay: 10.060 m (33.000 ft)
- Vận tốc lên cao: 10,9 m/s (2.150 ft/phút)
- Tải trên cánh: 114,5 kg/m² (23,44 lb/ft²)

Trang bị vũ khí

- Giá treo: 6 × giá treo cho bom và rocket tải được 1.040 kg (2.294 lb)[3]